# Bougainville-légyvadász
A Bougainville-légyvadász (Pachycephala richardsi) a madarak osztályának verébalakúak (Passeriformes) rendjébe és a légyvadászfélék (Pachycephalidae) családjába tartozó faj.

## Rendszerezése
A fajt Ernst Mayr amerikai ornitológus írta le 1932-ben. Egyes szervezetek szerint a Pachycephala implicata alfaja Pachycephala implicata richardsi néven.

## Előfordulása
Politikailag Pápua Új-Guineához, földrajzilag a Salamon-szigetekhez tartozó, Bougainville szigetén honos. Természetes élőhelyei a szubtrópusi és trópusi hegyi esőerdők. Állandó, nem vonuló faj.

## Megjelenése
Testhossza 16,5 centiméter.

## Életmódja
Rovarokkal táplálkozik, de bogyókat és magvakat is fogyaszt.

## Természetvédelmi helyzete
Az elterjedési területe nem nagy, egyedszáma viszont stabil. A Természetvédelmi Világszövetség Vörös listáján nem fenyegetett fajként szerepel.